# Karol Fryderyk Badeński
Karol Fryderyk, niem. Karl Friedrich Großherzog von Baden (ur. 22 listopada 1728 w Karlsruhe, zm. 10 czerwca 1811 tamże) – margrabia Badenii-Durlach w 1746–1771, później całej Badenii w 1771–1803 i elektor Rzeszy w 1803–1806, następnie wielki książę w 1806–1811.

## Życiorys
Syn następcy tronu Badenii księcia Fryderyka Badeńskiego i księżniczki orańskiej Anny Nassau-Dietz-Oranien. Po śmierci dziadka margrabiego Badenii-Durlach Karola III Wilhelma 10-letni Karol odziedziczył władzę. Samodzielne rządy rozpoczął w 1746. W 1771 po śmierci margrabiego Baden-Baden Augusta Jerzego zjednoczył dwie części Badenii. Na mocy decyzji parlamentu Rzeszy otrzymał tytuł księcia elektora, otrzymując tym samym możliwość uczestnictwa w elekcji król niemieckiego i cesarza rzymskiego. Nie miał okazji skorzystać z tego uprawnienia, na mocy pokoju w Preszburgu rozwiązano Rzeszę. Karol Fryderyk przystąpił do Związku Reńskiego w 1806 roku i otrzymał tytuł wielkiego księcia. Tylko w latach 1801–1803 powiększył swe posiadłości z 3,5 tys. km² do 11,5 tys. km².

## Odznaczenia
- Wielki Mistrz Orderu Wierności (Badenia)[1][2]
- Wielki Mistrz Orderu Zasługi Wojskowej Karola Fryderyka – fundator (Badenia)
- Order Słonia (Królestwo Danii)[1][2]
- Order Serafinów (Królestwo Szwecji)[2]
- Order Orła Czarnego (Królestwo Prus)[2]
- Order Orła Czerwonego (Królestwo Prus)[2]
- Order Świętego Huberta (Elektorat Palatynatu)[1][2]
- Order Świętego Andrzeja (Imperium Rosyjskie)
- Krzyż Wielki Orderu Legii Honorowej (Cesarstwo Francuskie)

## Rodzina
28 stycznia 1751 poślubił księżniczkę heską Karolinę (1723–1783), córkę landgrafa Hesji-Darmstadt Ludwika VIII i księżniczki Hanau-Lichtenberg Charlotty Krystyny. Para miała czworo dzieci:
- Karol Ludwik (1755–1801) – książę Badenii, ojciec wielkiego księcia Badenii Karola Ludwika;
- Fryderyk (1756–1817);
- Ludwik Wilhelm (1763–1830) – wielki książę Badenii w latach 1818–1830;
- Ludwika Karolina (ur./zm. 1767).

24 listopada 1787 w Karlsruhe poślubił Ludwikę Karolinę, córkę barona Geyer von Geyersberg Ludwika Henryka i hrabiny Sponeck Maksymiliany Krystyny. Miał z nią pięcioro dzieci:
- Karol Leopold (1790–1852) – wielki książę Badenii w latach 1830–1852
- Wilhelm Ludwik (1792–1859) – ożenił się z księżniczką Elżbietą Aleksandrą Wirtemberską
- Fryderyk Aleksander (ur./zm. 1793)
- Amelia Krystyna (1795–1869) – żona Karola Egona II, księcia Fürstenberg
- Maksymilian Fryderyk (1796–1872)

Ponadto wielki książę Karol miał syna z Elizą Barbarą Schlutter, był nim Karol Fryderyk von Freystedt (1749–1795), od którego pochodzili baronowie von Freystedt.

## Genealogia
| Karol III Wilhelm ur. 17 I 1679 zm. 12 V 1738 | Karol III Wilhelm ur. 17 I 1679 zm. 12 V 1738 |                                                |                                                | Magdalena Wilhelmina Wirtemberska ur. 7 XI 1677 zm. 30 X 1341 | Magdalena Wilhelmina Wirtemberska ur. 7 XI 1677 zm. 30 X 1341 |  |  | Wilhelm Friso von Nassau-Dietz-Oranien | Wilhelm Friso von Nassau-Dietz-Oranien |                                                                             |                                                                             | Maria Ludwika von Hessen-Kassel | Maria Ludwika von Hessen-Kassel |
|                                               |                                               |                                                |                                                |                                                               |                                                               |  |  |                                        |                                        |                                                                             |                                                                             |                                 |                                 |
|                                               |                                               |                                                |                                                |                                                               |                                                               |  |  |                                        |                                        |                                                                             |                                                                             |                                 |                                 |
|                                               |                                               | Fryderyk Badeński ur. 7 X 1703 zm. 26 III 1732 | Fryderyk Badeński ur. 7 X 1703 zm. 26 III 1732 |                                                               |                                                               |  |  |                                        |                                        | Anna Charlotte Amalie von Nassau-Dietz-Oranien ur. 13 X 1710 zm. 17 IX 1777 | Anna Charlotte Amalie von Nassau-Dietz-Oranien ur. 13 X 1710 zm. 17 IX 1777 |                                 |                                 |
|                                               |                                               |                                                |                                                |                                                               |                                                               |  |  |                                        |                                        |                                                                             |                                                                             |                                 |                                 |
|                                               |                                               |                                                |                                                |                                                               |                                                               |  |  |                                        |                                        |                                                                             |                                                                             |                                 |                                 |
|                                               |                                               |                                                |                                                |                                                               |                                                               |  |  |                                        |                                        |                                                                             |                                                                             |                                 |                                 |

|                                             |                                             | 1 Karolina Luiza von Hessen-Darmstadt ur. 11 VII 1723 zm. 8 IV 1783 OO 28 I 1751 | 1 Karolina Luiza von Hessen-Darmstadt ur. 11 VII 1723 zm. 8 IV 1783 OO 28 I 1751 | Karol Fryderyk ur. 22 XI 1728 zm. 10 VI 1811 | Karol Fryderyk ur. 22 XI 1728 zm. 10 VI 1811 | 2 Ludwika Karolina Geyer von Geyersberg ur. 26 V 1768 zm. 23 VII 1820 OO 24 XI 1787 | 2 Ludwika Karolina Geyer von Geyersberg ur. 26 V 1768 zm. 23 VII 1820 OO 24 XI 1787 |                                         |                                         |
|                                             |                                             |                                                                                  |                                                                                  |                                              |                                              |                                                                                     |                                                                                     |                                         |                                         |
|                                             |                                             |                                                                                  |                                                                                  |                                              |                                              |                                                                                     |                                                                                     |                                         |                                         |
|                                             | 1                                           |                                                                                  | 1                                                                                |                                              | 1                                            |                                                                                     | 1                                                                                   |                                         | 2                                       |
| Karol Ludwik ur. 14 II 1755 zm. 16 XII 1801 | Karol Ludwik ur. 14 II 1755 zm. 16 XII 1801 | Fryderyk ur. 29 VIII 1756 zm. 28 V 1817                                          | Fryderyk ur. 29 VIII 1756 zm. 28 V 1817                                          | Ludwik I ur. 9 II 1763 zm. 30 III 1830       | Ludwik I ur. 9 II 1763 zm. 30 III 1830       | Ludwika Karolina ur. 8 I 1767 zm. 11 I 1767                                         | Ludwika Karolina ur. 8 I 1767 zm. 11 I 1767                                         | Leopold ur. 29 VIII 1790 zm. 24 IV 1852 | Leopold ur. 29 VIII 1790 zm. 24 IV 1852 |
|                                             | 2                                           |                                                                                  | 2                                                                                |                                              | 2                                            |                                                                                     | 2                                                                                   |                                         |                                         |
| Wilhelm Ludwik ur. 8 IV 1792 zm. 11 X 1859  | Wilhelm Ludwik ur. 8 IV 1792 zm. 11 X 1859  | Fryderyk Aleksander ur. 11 VI 1793 zm. 18 VI 1793                                | Fryderyk Aleksander ur. 11 VI 1793 zm. 18 VI 1793                                | Amelia Krystyna ur. 26 I 1795 zm. 14 IX 1869 | Amelia Krystyna ur. 26 I 1795 zm. 14 IX 1869 | Maksymilian Fryderyk ur. 8 XII 1796 zm. 6 III 1872                                  | Maksymilian Fryderyk ur. 8 XII 1796 zm. 6 III 1872                                  |                                         |                                         |